# Celia Keyboard
Celia Keyboard (o también conocido como Teclado de Celia) es una aplicación de teclado virtual desarrollada por Huawei para el sistema operativo HarmonyOS y Android. 
Fue lanzado el 7 de junio de 2021 para los dispositivos Huawei a través de la tienda de Aplicaciones de Huawei, la cual es la Huawei AppGallery.
Sus características destacan resultados de la búsqueda web y respuestas predictivas, fácil búsqueda y uso compartido de imágenes y emojis, un motor de texto predictivo que sugiere la siguiente palabra según el contexto y soporte de idiomas multilingües. Las actualizaciones para el teclado han habilitado una funcionalidad adicional, que incluye sugerencias de emojis, opciones para colocar un tema oscuro o claro, soporte para dictado de voz, predicción de la siguiente frase y reconocimiento de emojis dibujado a mano.

## Características
Celia Keyboard admite el modo de una sola mano. Además de ofrecer sugerencias inteligentes de emojis, donde el teclado sugerirá emojis relevantes para el texto escrito. El teclado también ofrece opciones para un tema oscuro o claro para el teclado. También incluye soporte para dictado de voz, permitiendo a los usuarios "mantener presionado el botón del micrófono en el lado derecho de la barra espaciadora y hablar.